# Ludger Ägidius Schulte
Ludger Ägidius Schulte OFMCap (* 30. Januar 1963 in Büren) ist ein deutscher Theologe.

## Leben
Schulte wuchs mit vier Brüdern und einer Schwester auf dem elterlichen Bauernhof in Büren-Barkhausen auf. Nach dem Abitur 1983 auf dem Jesuiten-Kolleg St. Mauritius in Büren trat er 1983 in die Rheinisch-Westfälische Kapuzinerprovinz ein und studierte von 1984 bis 1989 Philosophie und Theologie in Münster, München und Freiburg im Breisgau. Zusätzlich wurde er in Entwicklungs- und Religionspsychologie ausbildet. 1989 legte er die ewige Profess ab, 1990 empfing er in Münster die Priesterweihe. Seit 1990 war er im Geistlichen Zentrum für Glaubenserneuerung und Evangelisierung der Erzdiözese Freiburg in Sasbach tätig und von Oktober 1990 bis 1992 gleichzeitig als Kaplan in St. Bonifaz (Mainz).
Von 1993 bis 1997 promovierte Ludger Ägidius Schulte in kath. Theologie an der Albert-Ludwigs-Universität Freiburg im Fachbereich Dogmatik bei Peter Walter. Er arbeitete von 1997 bis 2001 in der City-Seelsorge in Frankfurt a. M. und war gleichzeitig Spiritual des Priesterseminars der Diözese Limburg. Von 2001 bis 2004 war er Mitglied der Provinzleitung der Rheinisch-Westfälischen Kapuzinerprovinz. Als Lehrbeauftragter für Dogmatik wirkte er von 1997 bis 2001 an der Philosophisch-Theologischen Hochschule Münster (PTH) Münster. In Münster war er von 2001 bis 2009 Ausbilder und Begleiter (Magister) der jungen Mitbrüder vor der Ewigen Profess, neben einer umfangreichen Tätigkeit als geistlicher Begleiter und Exerzitienleiter sowie Ausbilder von Formationsleitern. Von 2002 bis 2006 war er Dozent, seit 2006 ist er Professor für Dogmatik und Dogmengeschichte an der PTH Münster und fungiert seit dem Wintersemester 2014 als Rektor dieser Hochschule.
Ludger Ägidius Schulte war von 2003 bis 2014 Vorsitzender der AG VI Katechetische Texte der Unterkommission für das neue Gotteslob (GGB) in der Liturgiekommission der Deutschen Bischofskonferenz.

## Schriften (Auswahl)
- Aufbruch aus der Mitte. Zur Erneuerung der Theologie christlicher Spiritualität im 20. Jahrhundert im Spiegel von Wirken und Werk Friedrich Wulfs SJ (1908–1990). Echter, Würzburg 1998, ISBN 3-429-01987-7 (zugleich Dissertation, Freiburg im Breisgau 1997).
- Gott suchen – Mensch werden. Vom Mehrwert des Christsein. Herder, Freiburg/Basel/Wien 2006, ISBN 3-451-28917-2.
- Der Weg der Erlösung. Von der Herzmitte des Christseins. Herder, Freiburg/Basel/Wien 2007, ISBN 3-451-29392-7.
- Weil Leben mehr als machen ist. Von der anderen Kraft des Glaubens. Patmos-Verlag, Ostfildern 2013, ISBN 3-8436-0321-9.